# Daba Kabira
Daba Kabira (arab. ضبعة كبيرة) – wieś w Syrii, w muhafazie Aleppo, w dystrykcie Ajn al-Arab. W 2004 roku liczyła 455 mieszkańców.